# Liste der Nummer-eins-Hits in Irland (2009)
Dies ist eine Liste der Nummer-eins-Hits in Irland im Jahr 2009. Sie basiert auf den offiziellen Single und Album Top 100 der irischen Charts, die im Auftrag der Irish Recorded Music Association (IRMA) erstellt werden. Es gab in diesem Jahr 23 Nummer-eins-Singles und 19 Nummer-eins-Alben.

## Singles
| ← 2008 ← | Liste der Nummer-eins-Hits in Irland | Liste der Nummer-eins-Hits in Irland                       | Liste der Nummer-eins-Hits in Irland | 2010 →                    |
| \| Zeitraum \| Wo. ges. \| Interpret \| Titel Autor(en) \| Zusätzliche Informationen \| \| (Zeitraum, Wochen auf Platz eins, Interpret, Titel, Autor[en], zusätzliche Informationen) \| \| \| \| \| \| ----------------------------------------------------------------------------------------- \| -------- \| ---------------------------------------------------------- \| -------------------- \| ------------------------- \| \| 18. Dezember 2008 – 14. Januar 2009 4 Wochen \| 4 \| Alexandra Burke \| Hallelujah \| – \| \| 15. Januar 2009 – 18. Februar 2009 5 Wochen \| 5 \| Lady Gaga feat. Colby O’Donis \| Just Dance \| – \| \| 19. Februar 2009 – 25. Februar 2009 1 Woche \| 1 \| U2 \| Get on Your Boots \| – \| \| 26. Februar 2009 – 11. März 2009 2 Wochen (insgesamt 3) \| 3 \| Lady Gaga \| Poker Face \| – \| \| 12. März 2009 – 18. März 2009 1 Woche \| 1 \| Julieanne Dineen \| Do You Believe \| – \| \| 19. März 2009 – 8. April 2009 3 Wochen \| 3 \| Flo Rida feat. Kesha \| Right Round \| – \| \| 9. April 2009 – 22. April 2009 2 Wochen \| 2 \| A. R. Rahman & the Pussycat Dolls feat. Nicole Scherzinger \| Jai Ho \| – \| \| 23. April 2009 – 29. April 2009 1 Woche \| 1 \| Eminem \| We Made You \| – \| \| 30. April 2009 – 6. Mai 2009 1 Woche (insgesamt 3) \| 3 \| Lady Gaga \| Poker Face \| – \| \| 7. Mai 2009 – 10. Juni 2009 5 Wochen \| 5 \| Tinchy Stryder feat. N-Dubz \| Number 1 \| – \| \| 11. Juni 2009 – 17. Juni 2009 1 Woche \| 1 \| The Veronicas \| Untouched \| – \| \| 18. Juni 2009 – 24. Juni 2009 1 Woche (insgesamt 3) \| 3 \| David Guetta feat. Kelly Rowland \| When Love Takes Over \| – \| \| 25. Juni 2009 – 1. Juli 2009 1 Woche \| 1 \| Industry \| My Baby’s Waiting \| – \| \| 2. Juli 2009 – 15. Juli 2009 2 Wochen (insgesamt 3) \| 3 \| David Guetta feat. Kelly Rowland \| When Love Takes Over \| – \| \| 16. Juli 2009 – 26. August 2009 6 Wochen (insgesamt 12) \| 12 \| The Black Eyed Peas \| I Gotta Feeling \| – \| \| 27. August 2009 – 2. September 2009 1 Woche \| 1 \| Industry \| Burn \| – \| \| 3. September 2009 – 14. Oktober 2009 6 Wochen (insgesamt 12) \| 12 \| The Black Eyed Peas \| I Gotta Feeling \| – \| \| 15. Oktober 2009 – 21. Oktober 2009 1 Woche \| 1 \| Alexandra Burke feat. Flo Rida \| Bad Boys \| – \| \| 22. Oktober 2009 – 18. November 2009 4 Wochen \| 4 \| Cheryl Cole \| Fight for This Love \| – \| \| 19. November 2009 – 9. Dezember 2009 3 Wochen \| 3 \| X Factor Finalists 2009 \| You Are Not Alone \| – \| \| 10. Dezember 2009 – 16. Dezember 2009 1 Woche (insgesamt 2) \| 2 \| Lady Gaga \| Bad Romance \| – \| \| 17. Dezember 2009 – 13. Januar 2010 4 Wochen \| 4 \| Joe McElderry \| The Climb \| – \| |                                      |                                                            |                                      |                           |
| ← 2008 |                                      |                                                            |                                      | → 2010 →                  |
| Zeitraum | Wo. ges.                             | Interpret                                                  | Titel Autor(en)                      | Zusätzliche Informationen |
| (Zeitraum, Wochen auf Platz eins, Interpret, Titel, Autor[en], zusätzliche Informationen) |                                      |                                                            |                                      |                           |
| 18. Dezember 2008 – 14. Januar 2009 4 Wochen | 4                                    | Alexandra Burke                                            | Hallelujah                           | –                         |
| 15. Januar 2009 – 18. Februar 2009 5 Wochen | 5                                    | Lady Gaga feat. Colby O’Donis                              | Just Dance                           | –                         |
| 19. Februar 2009 – 25. Februar 2009 1 Woche | 1                                    | U2                                                         | Get on Your Boots                    | –                         |
| 26. Februar 2009 – 11. März 2009 2 Wochen (insgesamt 3) | 3                                    | Lady Gaga                                                  | Poker Face                           | –                         |
| 12. März 2009 – 18. März 2009 1 Woche | 1                                    | Julieanne Dineen                                           | Do You Believe                       | –                         |
| 19. März 2009 – 8. April 2009 3 Wochen | 3                                    | Flo Rida feat. Kesha                                       | Right Round                          | –                         |
| 9. April 2009 – 22. April 2009 2 Wochen | 2                                    | A. R. Rahman & the Pussycat Dolls feat. Nicole Scherzinger | Jai Ho                               | –                         |
| 23. April 2009 – 29. April 2009 1 Woche | 1                                    | Eminem                                                     | We Made You                          | –                         |
| 30. April 2009 – 6. Mai 2009 1 Woche (insgesamt 3) | 3                                    | Lady Gaga                                                  | Poker Face                           | –                         |
| 7. Mai 2009 – 10. Juni 2009 5 Wochen | 5                                    | Tinchy Stryder feat. N-Dubz                                | Number 1                             | –                         |
| 11. Juni 2009 – 17. Juni 2009 1 Woche | 1                                    | The Veronicas                                              | Untouched                            | –                         |
| 18. Juni 2009 – 24. Juni 2009 1 Woche (insgesamt 3) | 3                                    | David Guetta feat. Kelly Rowland                           | When Love Takes Over                 | –                         |
| 25. Juni 2009 – 1. Juli 2009 1 Woche | 1                                    | Industry                                                   | My Baby’s Waiting                    | –                         |
| 2. Juli 2009 – 15. Juli 2009 2 Wochen (insgesamt 3) | 3                                    | David Guetta feat. Kelly Rowland                           | When Love Takes Over                 | –                         |
| 16. Juli 2009 – 26. August 2009 6 Wochen (insgesamt 12) | 12                                   | The Black Eyed Peas                                        | I Gotta Feeling                      | –                         |
| 27. August 2009 – 2. September 2009 1 Woche | 1                                    | Industry                                                   | Burn                                 | –                         |
| 3. September 2009 – 14. Oktober 2009 6 Wochen (insgesamt 12) | 12                                   | The Black Eyed Peas                                        | I Gotta Feeling                      | –                         |
| 15. Oktober 2009 – 21. Oktober 2009 1 Woche | 1                                    | Alexandra Burke feat. Flo Rida                             | Bad Boys                             | –                         |
| 22. Oktober 2009 – 18. November 2009 4 Wochen | 4                                    | Cheryl Cole                                                | Fight for This Love                  | –                         |
| 19. November 2009 – 9. Dezember 2009 3 Wochen | 3                                    | X Factor Finalists 2009                                    | You Are Not Alone                    | –                         |
| 10. Dezember 2009 – 16. Dezember 2009 1 Woche (insgesamt 2) | 2                                    | Lady Gaga                                                  | Bad Romance                          | –                         |
| 17. Dezember 2009 – 13. Januar 2010 4 Wochen | 4                                    | Joe McElderry                                              | The Climb                            | –                         |

## Alben
| ← 2008 ← | Liste der Nummer-eins-Hits in Irland | Liste der Nummer-eins-Hits in Irland | Liste der Nummer-eins-Hits in Irland | 2010 →                    |
| \| Zeitraum \| Wo. ges. \| Interpret \| Titel \| Zusätzliche Informationen \| \| (Zeitraum, Wochen auf Platz eins, Interpret, Titel, zusätzliche Informationen) \| \| \| \| \| \| ------------------------------------------------------------------------------ \| -------- \| ----------------- \| ---------------------------- \| ------------------------- \| \| 11. Dezember 2008 – 7. Januar 2009 4 Wochen \| 4 \| Take That \| The Circus \| – \| \| 8. Januar 2009 – 21. Januar 2009 2 Wochen \| 2 \| Beyoncé \| I Am … Sasha Fierce \| – \| \| 22. Januar 2009 – 28. Januar 2009 1 Woche \| 1 \| James Morrison \| Songs for You, Truths for Me \| – \| \| 29. Januar 2009 – 11. Februar 2009 2 Wochen \| 2 \| Bruce Springsteen \| Working on a Dream \| – \| \| 12. Februar 2009 – 25. Februar 2009 2 Wochen (insgesamt 8) \| 8 \| Lady Gaga \| The Fame \| – \| \| 26. Februar 2009 – 4. März 2009 1 Woche \| 1 \| Bell X1 \| Blue Lights on the Runway \| – \| \| 5. März 2009 – 18. März 2009 2 Wochen \| 2 \| U2 \| No Line on the Horizon \| – \| \| 19. März 2009 – 25. März 2009 1 Woche (insgesamt 8) \| 8 \| Lady Gaga \| The Fame \| – \| \| 26. März 2009 – 1. April 2009 1 Woche \| 1 \| Ronan Keating \| Songs for My Mother \| – \| \| 2. April 2009 – 8. April 2009 1 Woche (insgesamt 8) \| 8 \| Lady Gaga \| The Fame \| – \| \| 9. April 2009 – 15. April 2009 1 Woche \| 1 \| Eoghan Quigg \| Eoghan Quigg \| – \| \| 16. April 2009 – 22. April 2009 1 Woche (insgesamt 8) \| 8 \| Lady Gaga \| The Fame \| – \| \| 23. April 2009 – 20. Mai 2009 4 Wochen \| 4 \| Christy Moore \| Listen \| – \| \| 21. Mai 2009 – 10. Juni 2009 3 Wochen \| 3 \| Eminem \| Relapse \| – \| \| 11. Juni 2009 – 17. Juni 2009 1 Woche (insgesamt 3) \| 3 \| Paolo Nutini \| Sunny Side Up \| – \| \| 18. Juni 2009 – 1. Juli 2009 2 Wochen \| 2 \| Imelda May \| Love Tattoo \| – \| \| 2. Juli 2009 – 12. August 2009 6 Wochen \| 6 \| Michael Jackson \| The Essential \| – \| \| 13. August 2009 – 26. August 2009 2 Wochen (insgesamt 9) \| 9 \| The Script \| The Script \| – \| \| 27. August 2009 – 2. September 2009 1 Woche \| 1 \| Arctic Monkeys \| Humbug \| – \| \| 3. September 2009 – 16. September 2009 2 Wochen (insgesamt 9) \| 9 \| The Script \| The Script \| – \| \| 17. September 2009 – 23. September 2009 1 Woche \| 1 \| Muse \| The Resistance \| – \| \| 24. September 2009 – 30. September 2009 1 Woche (insgesamt 2) \| 2 \| Madonna \| Celebration \| – \| \| 1. Oktober 2009 – 7. Oktober 2009 1 Woche \| 1 \| Paramore \| Brand New Eyes \| – \| \| 8. Oktober 2009 – 14. Oktober 2009 1 Woche (insgesamt 2) \| 2 \| Madonna \| Celebration \| – \| \| 15. Oktober 2009 – 21. Oktober 2009 1 Woche \| 1 \| Shakira \| She Wolf \| – \| \| 22. Oktober 2009 – 11. November 2009 3 Wochen (insgesamt 7) \| 7 \| Michael Bublé \| Crazy Love \| – \| \| 12. November 2009 – 25. November 2009 2 Wochen \| 2 \| JLS \| JLS \| – \| \| 26. November 2009 – 16. Dezember 2009 3 Wochen \| 3 \| Susan Boyle \| I Dreamed a Dream \| – \| \| 17. Dezember 2009 – 6. Januar 2010 3 Wochen (insgesamt 7) \| 7 \| Michael Bublé \| Crazy Love \| – \| |                                      |                                      |                                      |                           |
| ← 2008 |                                      |                                      |                                      | → 2010 →                  |
| Zeitraum | Wo. ges.                             | Interpret                            | Titel                                | Zusätzliche Informationen |
| (Zeitraum, Wochen auf Platz eins, Interpret, Titel, zusätzliche Informationen) |                                      |                                      |                                      |                           |
| 11. Dezember 2008 – 7. Januar 2009 4 Wochen | 4                                    | Take That                            | The Circus                           | –                         |
| 8. Januar 2009 – 21. Januar 2009 2 Wochen | 2                                    | Beyoncé                              | I Am … Sasha Fierce                  | –                         |
| 22. Januar 2009 – 28. Januar 2009 1 Woche | 1                                    | James Morrison                       | Songs for You, Truths for Me         | –                         |
| 29. Januar 2009 – 11. Februar 2009 2 Wochen | 2                                    | Bruce Springsteen                    | Working on a Dream                   | –                         |
| 12. Februar 2009 – 25. Februar 2009 2 Wochen (insgesamt 8) | 8                                    | Lady Gaga                            | The Fame                             | –                         |
| 26. Februar 2009 – 4. März 2009 1 Woche | 1                                    | Bell X1                              | Blue Lights on the Runway            | –                         |
| 5. März 2009 – 18. März 2009 2 Wochen | 2                                    | U2                                   | No Line on the Horizon               | –                         |
| 19. März 2009 – 25. März 2009 1 Woche (insgesamt 8) | 8                                    | Lady Gaga                            | The Fame                             | –                         |
| 26. März 2009 – 1. April 2009 1 Woche | 1                                    | Ronan Keating                        | Songs for My Mother                  | –                         |
| 2. April 2009 – 8. April 2009 1 Woche (insgesamt 8) | 8                                    | Lady Gaga                            | The Fame                             | –                         |
| 9. April 2009 – 15. April 2009 1 Woche | 1                                    | Eoghan Quigg                         | Eoghan Quigg                         | –                         |
| 16. April 2009 – 22. April 2009 1 Woche (insgesamt 8) | 8                                    | Lady Gaga                            | The Fame                             | –                         |
| 23. April 2009 – 20. Mai 2009 4 Wochen | 4                                    | Christy Moore                        | Listen                               | –                         |
| 21. Mai 2009 – 10. Juni 2009 3 Wochen | 3                                    | Eminem                               | Relapse                              | –                         |
| 11. Juni 2009 – 17. Juni 2009 1 Woche (insgesamt 3) | 3                                    | Paolo Nutini                         | Sunny Side Up                        | –                         |
| 18. Juni 2009 – 1. Juli 2009 2 Wochen | 2                                    | Imelda May                           | Love Tattoo                          | –                         |
| 2. Juli 2009 – 12. August 2009 6 Wochen | 6                                    | Michael Jackson                      | The Essential                        | –                         |
| 13. August 2009 – 26. August 2009 2 Wochen (insgesamt 9) | 9                                    | The Script                           | The Script                           | –                         |
| 27. August 2009 – 2. September 2009 1 Woche | 1                                    | Arctic Monkeys                       | Humbug                               | –                         |
| 3. September 2009 – 16. September 2009 2 Wochen (insgesamt 9) | 9                                    | The Script                           | The Script                           | –                         |
| 17. September 2009 – 23. September 2009 1 Woche | 1                                    | Muse                                 | The Resistance                       | –                         |
| 24. September 2009 – 30. September 2009 1 Woche (insgesamt 2) | 2                                    | Madonna                              | Celebration                          | –                         |
| 1. Oktober 2009 – 7. Oktober 2009 1 Woche | 1                                    | Paramore                             | Brand New Eyes                       | –                         |
| 8. Oktober 2009 – 14. Oktober 2009 1 Woche (insgesamt 2) | 2                                    | Madonna                              | Celebration                          | –                         |
| 15. Oktober 2009 – 21. Oktober 2009 1 Woche | 1                                    | Shakira                              | She Wolf                             | –                         |
| 22. Oktober 2009 – 11. November 2009 3 Wochen (insgesamt 7) | 7                                    | Michael Bublé                        | Crazy Love                           | –                         |
| 12. November 2009 – 25. November 2009 2 Wochen | 2                                    | JLS                                  | JLS                                  | –                         |
| 26. November 2009 – 16. Dezember 2009 3 Wochen | 3                                    | Susan Boyle                          | I Dreamed a Dream                    | –                         |
| 17. Dezember 2009 – 6. Januar 2010 3 Wochen (insgesamt 7) | 7                                    | Michael Bublé                        | Crazy Love                           | –                         |